# 양구인문학박물관
양구인문학박물관은 강원특별자치도 양구군에 있는 박물관이다.

## 연혁
- 2012년 12월 1일 개관.